# Sittin’ In With
Sittin’ In With war ein US-amerikanisches Independent-Label, das von 1948 bis 1952 bestand.
Das unabhängige Musiklabel Sittin’ In With wurde 1948 von Morty und Bob Shad in New York City gegründet; erste Veröffentlichung war eine 78er von Chu Berry mit Charlie Ventura (Dream Girl). Es folgten weitere Jazz-Aufnahmen von Buddy Stewart, Stan Getz, Wardell Gray, John Hardee, Dave Lambert, Al Haig, Big John Greer, Ray Abrams, Beryl Booker, Earl Coleman und Julian Dash, die jedoch nur mäßigen Erfolg hatten; 1950/51 unternahm Bob Shad Reisen in die Südstaaten der USA, um Rhythm-and-Blues- und Blues-Musiker wie Lightnin’ Hopkins, Sonny Terry und Brownie McGhee, Ray Charles (Baby Let Me Hear You Call My Name), Peppermint Harris, Smokey Hogg und Champion Jack Dupree aufzunehmen. Die Debütsingle von James Wayne, Tend to Your Business erreichte 1951 #2 der Billboard R&B-Charts. Insgesamt entstanden für das Sittin’ In With-Label bis 1953 circa 1500 Plattenseiten mit Blues-, Folk- und Jazzmusik.